# Сергеј Јуран
Сергеј Николајевич Јуран (рус. Сергей Николаевич Юран; 11. јун 1969) бивши је руски фудбалер.
Као играч Динама Кијев освојио је један шампионат и куп СССР-а. Године 1991. године прелази у Португал, где је играо за Бенфику и Порто. За то време, два пута је освајао португалско првенство, а 1992. године је заједно са Жан-Пјер Папеном постао најбољи стрелац Купа шампиона. У периоду 1995-1996. кратко време је играо за московски Спартак, потом за енглески Милвол. Касније се окушао у Немачкој и затим у аустријском Штурму.
Јуран је играо за три репрезентације: СССР, ЗНД и Русију. Као део омладинске екипе Совјетског Савеза освојио је Европско првенство 1990. године. Био је учесник Европског првенства 1992. у Шведској са репрезентацијом Заједнице независних држава и на Светском првенству 1994. у САД са репрезентацијом Русије.
Након завршетка играчке каријере, ради као тренер, водио је руске тимове и клубове из земаља бившег СССР-а.

## Успеси

### Клуб
- Првенство СССР: 1990.
- Куп СССР: 1990.
- Куп Португалије: 1993.
- Прва лига Португалије: 1994, 1995.
- Премијер лига Русије: 1999.

### Млада репрезентација
- Европско првенство у фудбалу до 21 године: 1990.

### Индивидулано
- Украјински фудбалер године: 1990.
- Најбољи стрелац Купа шампиона 1992. (заједно са Жан-Пјер Папеном)